# León Gabalas
León Gabalas (en griego: Λέων Γαβαλᾶς) fue un magnate griego bizantino, que en 1204, con la disolución del Imperio bizantino por la Cuarta Cruzada se apoderó de la isla de Rodas. Estableció allí un independiente, principado soberano, que se extendía por las cercanas islas del Egeo, reclamando los títulos de "César" y "Señor de Rodas y las Cícladas".
En 1226, el emperador de Nicea Juan III Vatatzés lanzó una expedición contra él y lo derrotó, obligándolo a reconocer la soberanía de Nicea. Sin embargo Gabalas mantuvo el control de Rodas, y pronto comenzó a reafirmar su independencia. En 1233, una nueva expedición nicena en su contra bajo Andrónico Paleólogo fracasó. Al año siguiente Gabalas firmó una alianza con Venecia contra Nicea, e incluso prestó apoyo a los venecianos contra la rebelión patrocinada por Nicea a los habitantes griegos de Creta. León gobernó Rodas hasta su muerte en 1239/1240, cuando fue sucedido por su hermano Juan Gabalas.